# .example
.example est un domaine de premier niveau réservé. Un domaine de premier niveau réservé est un domaine de premier niveau qui n’est pas destiné à être utilisé dans le système de nom de domaine (Domain Name System) d’Internet, mais qui est réservé à un autre usage.
Le domaine .example est réservé pour une utilisation dans des exemples.

## Historique
Ce domaine a été défini en juin 1999 par le RFC 2606, en même temps que les domaines .test, .localhost et .invalid.

## Utilisation
Le domaine .example a été réservé pour permettre de créer des noms de domaines réalistes pour inclusion dans des documentations ou des documents techniques, sans recourir à de vrais noms de domaines. Cependant, certains utilisateurs ont mentionné que le domaine .example ne paraissait pas suffisamment réel, car il comportait 3 ou 4 caractères de plus que la plupart des domaines de premier niveau les plus employés.
L'utilisation du domaine de premier niveau .example dans la documentation n'est pas systématique, certains lui préfèrent les domaines de second niveau example.com, example.net et example.org qui ont aussi été réservés pour servir d'exemples dans des documentations.

## Gestion
Aucune inscription n’est possible dans ce domaine, car le domaine n'est pas inclus dans les serveurs racines du DNS.